# Dniprovske
Dniprovske (en ukrainien : Дніпровське) ou Dnieprovskoïe (en russe : Днепровское) est une commune urbaine de l'oblast de Dnipropetrovsk, en Ukraine. Sa population s'élevait à 5 682 habitants en 2013.

## Géographie
Dniprovske se trouve sur une falaise qui forme la rive sud du réservoir de Kamianske, ou rive droite du Dniepr. Elle est située à 9 km au sud-est de Verkhnodniprovsk, à 16 km au nord-ouest de Kamianske, à 44 km au nord-ouest de Dnipro et à 348 km au sud-est de Kiev.

## Histoire
La construction de Dniprovske débuta en 1951 parallèlement à celle d'une usine d'amidon. Elle accéda au statut de commune urbaine en 1957.

## Population
Recensements (*) ou estimations de la population :
| 1959* | 1970* | 1979* | 1989* | 2001* |
| ----- | ----- | ----- | ----- | ----- |
| 1 245 | 5 950 | 6 115 | 6 086 | 5 810 |

| 2009  | 2010  | 2011  | 2012  | 2013  |
| ----- | ----- | ----- | ----- | ----- |
| 5 717 | 5 718 | 5 696 | 5 679 | 5 682 |

## Économie
La principale entreprise de la commune est le « Combinat d'amidon de Dniprovske ».

## Transports
Par la route, Dniprovske se trouve à 12 km de Verkhnodniprovsk et à 33 km de Kamianske.